# Itchen Valley
Itchen Valley est une paroisse civile et un village du Hampshire, en Angleterre.